# Barkly Homestead

Barkly Roadhouse auf der Karte des Northern Territory

Das Barkly Homestead ist eine kleine Siedlung, die 185 Kilometer östlich des Stuart Highway bei Threeways, an der Abzweigung des Tablelands Highway Richtung Norden vom Barkly Highway im Northern Territory in Australien liegt. 
Barkly Homestead liegt geographisch im Barkly Tableland und verwaltungsmäßig in der Barkly Region, Kuwarrangu Ward, und ist der einzige Versorgungspunkt zwischen Tennant Creek im Northern Territory und Camooweal in Queensland auf einer Strecke von 460 Kilometer. In dieser Siedlung befinden sich eine Tankstelle mit Benzin, Diesel und LPG-Gas, ein Laden und eine Gaststätte, ein Motel und ein Campingplatz. Der Ort selbst kann schon von weitem an seinem hochaufragenden Wasserturm erkannt werden.
Der Ort hat des Weiteren eine Flugzeuglandepiste.